# 快速换模法
快速换模法（英文為single-minute exchange of die，簡稱SMED）或稱為10分钟换模法，是日本丰田公司创造的一套应对多批少量、提高生产系统快速反映能力的有用技术，是精益生產方式的一種。要点在于尽可能把内部作业转换转变为外部作业转换。
其英文的single-minute不意味换模要在一分鐘內完成，但换模所花的時間需在1分鐘內 ，單動换模法（One-Touch Exchange of Die，簡稱OTED）的概念與此類似，但要求换模時需在100秒內，其技術難度更高。